# Dyskografia Czadomana
Dyskografia Czadomana, polskiego wokalisty, obejmuje dwa albumy studyjne, dwadzieścia pięć singli oraz dwadzieścia dwa teledyski.

## Albumy

### Albumy studyjne
| Rok  | Album                                                          | Sprzedaż       | Certyfikat                 |
| ---- | -------------------------------------------------------------- | -------------- | -------------------------- |
| 2014 | Czadomania - Data: 16 czerwca 2014 - Wydawca: Lemon Records    | - POL: 60 000+ | - ZPAV: 2x platynowa płyta |
| 2021 | Czadomania 3 - Data: 30 kwietnia 2021 - Wydawca: Lemon Records |                |                            |

### Reedycje
| Rok  | Album                                                             |
| ---- | ----------------------------------------------------------------- |
| 2020 | Czadomania 2.0 - Data: 27 listopada 2020 - Wydawca: Magic Records |

## Single
| Rok                                                      | Tytuł                                | Pozycja na liście | Pozycja na liście | Pozycja na liście | Certyfikat              | Album        |
| Rok                                                      | Tytuł                                | POL (airplay)     | POL (airplay TV)  | POL Dance         | Certyfikat              | Album        |
| -------------------------------------------------------- | ------------------------------------ | ----------------- | ----------------- | ----------------- | ----------------------- | ------------ |
| 2015                                                     | „Ruda tańczy jak szalona”            | –                 | –                 | 10                |                         | Czadomania   |
| 2015                                                     | „Bliźniaczki”                        | –                 | –                 | –                 |                         | Czadomania   |
| 2015                                                     | „Moja Bejbe”                         | –                 | –                 | –                 |                         | Czadomania 3 |
| 2015                                                     | „Bo to jest miłość”                  | 80                | –                 | 37                | - ZPAV : złota płyta    | Czadomania 3 |
| 2016                                                     | „Hey, hey, bawmy się”                |                   |                   |                   | - ZPAV: platynowa płyta |              |
| 2016                                                     | „Roześmiana”                         | –                 | –                 | 22                |                         | Czadomania 3 |
| 2017                                                     | „Zostań tu”                          | –                 | –                 | 7                 |                         | Czadomania 3 |
| 2018                                                     | „Królowie disco” (gośc. Asanov)      | –                 | –                 | –                 |                         |              |
| 2018                                                     | „Polska wygra mecz”                  | –                 | –                 | –                 |                         |              |
| 2018                                                     | „Jedziemy z blondi”                  | –                 | –                 | 18                | - ZPAV: złota płyta     | Czadomania 3 |
| 2018                                                     | „Kotek i myszka (Pobawimy się)”      | –                 | –                 | –                 |                         | Czadomania 3 |
| 2019                                                     | „Pokochaj mnie” (jako Paweł Dudek)   | –                 | –                 | –                 |                         |              |
| 2019                                                     | „Ten zegar stary” (jako Paweł Dudek) | –                 | –                 | –                 |                         |              |
| 2019                                                     | „Tak się bawi cała Polska”           | –                 | –                 | –                 |                         |              |
| 2019                                                     | „Lato”                               | –                 | 1                 | –                 |                         | Czadomania 3 |
| 2019                                                     | „Dziewczyna z Instagrama”            | –                 | –                 | –                 |                         | Czadomania 3 |
| 2020                                                     | „Zbudujemy most” (jako Paweł Dudek)  | –                 | –                 | –                 |                         |              |
| 2020                                                     | „Kawa” (jako Paweł Dudek)            | –                 | –                 | –                 |                         |              |
| 2020                                                     | „Jak to jest”                        | –                 | –                 | –                 |                         | Czadomania 3 |
| 2020                                                     | „Chodź na barana”                    | –                 | –                 | –                 |                         | Czadomania 3 |
| 2020                                                     | „Droga” (jako Paweł Dudek)           | –                 | –                 | –                 |                         |              |
| 2021                                                     | „Będzie bal”                         | –                 | –                 | –                 |                         |              |
| 2022                                                     | „Bomba”                              |                   |                   |                   | - ZPAV: złota płyta     |              |
| 2023                                                     | „Na końcu świata”                    |                   |                   |                   | - ZPAV: złota płyta     |              |
| „–” oznacza, że singel nie był notowany na danej liście. |                                      |                   |                   |                   |                         |              |

### Inne notowane utwory
| Rok  | Tytuł           | Pozycja na liście | Album      |
| Rok  | Tytuł           | POL Dance         | Album      |
| ---- | --------------- | ----------------- | ---------- |
| 2014 | „Kochane panie” | 29                | Czadomania |

### Występy gościnne
| Rok  | Utwór                                  | Album |
| ---- | -------------------------------------- | ----- |
| 2016 | „Cycki w górę” (Letni; gośc. Czadoman) |       |

## Teledyski
| Tytuł                               | Rok  | Reżyseria/Realizacja         | Album      | Źródło |
| ----------------------------------- | ---- | ---------------------------- | ---------- | ------ |
| „Chodź na kolana”                   | 2013 |                              | Czadomania | [ 37 ] |
| „Ruda tańczy jak szalona”           | 2014 |                              | Czadomania | [ 38 ] |
| „Kochane panie”                     | 2014 |                              | Czadomania | [ 39 ] |
| „Bliźniaczki”                       | 2015 |                              | Czadomania | [ 40 ] |
| „Moja Bejbe”                        | 2015 |                              |            | [ 41 ] |
| „Bo to jest miłość”                 | 2015 |                              |            | [ 42 ] |
| „Hey, hey, bawmy się”               | 2016 | Paweł Dudek, Michał Jagiełło |            | [ 43 ] |
| „Roześmiana”                        | 2016 |                              |            | [ 44 ] |
| „Zostań tu”                         | 2017 | Krzysztof Sieniawski         |            | [ 45 ] |
| „Polska wygra mecz”                 | 2018 |                              |            | [ 46 ] |
| „Jedziemy z blondi”                 | 2018 |                              |            | [ 47 ] |
| „Kotek i myszka (Pobawimy się)”     | 2018 |                              |            | [ 48 ] |
| „Pokochaj mnie” (jako Paweł Dudek)  | 2018 |                              |            | [ 49 ] |
| „Tak się bawi cała Polska”          | 2019 |                              |            | [ 50 ] |
| „Kawa” (jako Paweł Dudek)           | 2019 | Krzysztof Sieniawski         |            | [ 51 ] |
| „Lato”                              | 2019 | Krzysztof Sieniawski         |            | [ 52 ] |
| „Zbudujemy most” (jako Paweł Dudek) | 2019 | Krzysztof Sieniawski         |            | [ 53 ] |
| „Dziewczyna z Instagrama”           | 2019 | Michał Jagiełło              |            | [ 54 ] |
| „Jak to jest”                       | 2020 |                              |            | [ 55 ] |
| „Chodź na barana”                   | 2020 | Stykky Media                 |            | [ 56 ] |
| „Droga” (jako Paweł Dudek)          | 2020 | Michał Jagiełło              |            | [ 57 ] |
| „Będzie bal”                        | 2021 | Stykky Media                 |            | [ 58 ] |

### Występy gościnne
| Tytuł                                        | Rok  | Reżyseria/Realizacja | Album | Źródło |
| -------------------------------------------- | ---- | -------------------- | ----- | ------ |
| Letni – „Cycki w górę” (gościnnie: Czadoman) | 2016 |                      |       | [ 59 ] |